# Bogou
Bogou est un village de la Région du Nord au Cameroun. Il est situé dans la commune de Pitoa, département de la Bénoué. Situé au pied du Mont Tinguelin, Bogou est à une quinzaine de kilomètres de la ville de Garoua.

## Géographie et économie
Un gisement de matériaux argileux et feldspathiques a été découvert dans le village de Bogou. Le Mont Tinguelin est localisé à 9° 22' 19 Nord de latitude et 13° 24' 17 Est de longitude. Le feldspath est une matière première importante dans la production des céramiques (carreaux, sanitaires, verres, assiettes, etc) mais également pour la fabrication des électrodes de soudage et de leur enrobage, de la mousse de latex et des agrégats pour le revêtement des routes